# Buzulukî, Krînîcikî
Buzulukî (în ucraineană Бузулуки) este un sat în comuna Huleaipole din raionul Krînîcikî, regiunea Dnipropetrovsk, Ucraina.

## Demografie
Componența lingvistică a localității Buzulukî
     Ucraineană (92%)
     Rusă (8%)
Conform recensământului din 2001, majoritatea populației localității Buzulukî era vorbitoare de ucraineană (92%), existând în minoritate și vorbitori de rusă (8%).